# Піски-Удайські
Піски-Удайські — село в Україні, у Чорнухинській селищній громаді Лубенського району Полтавської області. Населення становить 358 осіб.

## Географія

### Розташування
Село Піски-Удайські лежить на лівому березі річки Удай, майже на півострові, що утворюється вигином русла. Основну площу протилежного берегу річки займає болото, що простягається аж до села Гінці (див. Піско-Удайський заказник). Вище за течією на відстані 5 км розташоване село Курінька, нижче за течією на відстані  5,5 км розташоване село Постав-Мука, на протилежному березі — село Горобії (діє човнова переправа). Річка в цьому місці звивиста, утворює лимани, стариці та заболочені озера.
На відстані 9 км проходить автострада Київ — Суми. До обласного центра Полтава — 220 км. До центру територіальної громади Чорнухи — 20 км по основній дорозі та 11 км — польовими. Відстань до найближчої залізничної станції — 33 км (м. Пирятин), до районного центру Лубни — 70 км (через Пирятин), 60 км (через Чорнухи).

### Природа
Село Піски-Удайські розташоване в лісостеповій зоні. З півночі та сходу його оточує державний ліс, в основній своїй масі — мішаний (дуб, клен, сосна, береза та ін.), проте зустрічаються і чагарники (терен, глід, бузина). У лісах водяться дикі кабани, лисиці, білки, вовки. Дуже велике різноманіття птахів, що заселяють болота (чайка, кулик, крячок, бекас, чапля, лелека). Із ссавців водяться видра, бобер, водяний щур. 

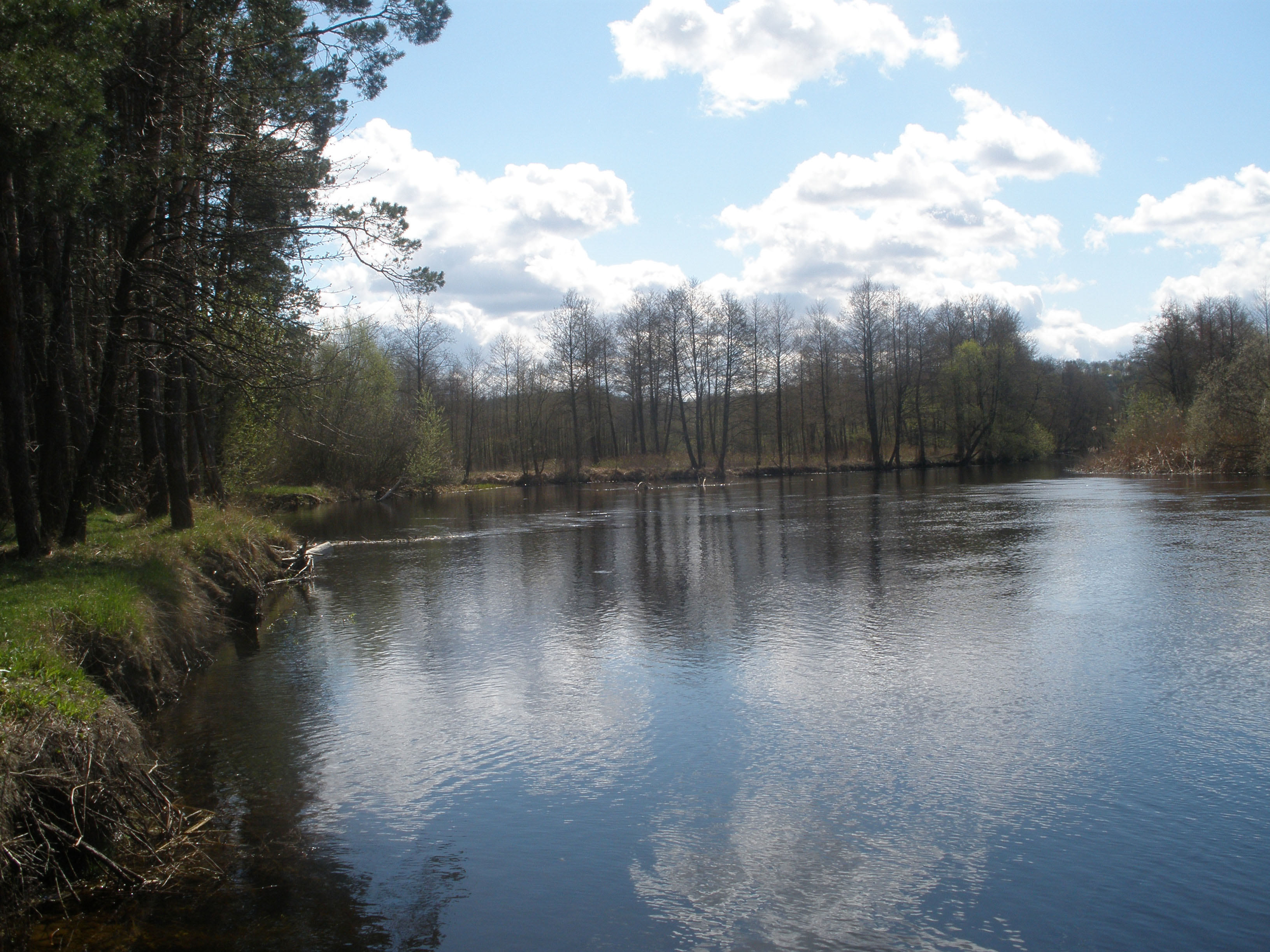
Річка Удай в с. Піски-Удайські

Урочища: Шендричка, Штанці, Сорочино, Піколиха, Турова, Горобєва, Мусієва, Засорочине, Горбаневе, Шулічин окіп, Матухниха.
Ліси: Піщаний острів, Узбічча, Великий ліс, Козаченкове, Дубини, Грабське, Страхівщина, Ярувате, Заріччя.
Яри: Химичин яр, Галетин яр, Колодязний, Квачеве, Чорний яр.
Луги: Калічиха, Криворотьків луг, Висоцький луг.
Болота: Крячинець, Острови. Тросники, Лучки, Попова руга, Глибоке, Помірки.
Річка: Удай, струмок є в урочищі Ярувате. Удай не є судноплавною річкою, впадає в Сулу, її глибина від 1 до 6 метрів, ширина від 10 до 40 метрів. В її водах водяться щука, в'юн, окунь, плітка, лин, карась, короп. Зникнення раків, що в великій кількості населяли підбережжя, зареєстровано на початку 2000-х років.

### Клімат
Клімат помірно континентальний. Середня річна температура — + 10 градусів, опадів — 400–500 мм. Зими останнім часом малосніжні, тривалість снігового покриву — 90-100 днів. Територія зазнає впливу східних суховіїв.
Природні ресурси села: глина, пісок, торф. Останній не використовується з невідомих причин.
На території села викопано понад 20 колодязів, на сьогоднішній день діючих залишилося всього 6. Також стоїть водонапірна башта з артезіанською свердловиною, що забезпечує село питною водою. Вода насичена мінералами до 0.8-0.9 г\літр (столова), проте яскраво виражених лікувальних ефектів помічено не було.

### Ґрунти
Піщані, субпісковаті та глинясті: темно-сірі підзолисті, середньозмиті ґрунти в комплексі з підзолистими сильнозмитими, чорноземи глибоко слабосолонцюваті, лучно-болотяні слабосолонцюваті, содово-солончакові ґрунти, дернові слаборозвинені на похованому чорноземі. Детальне дослідження ґрунтів проводилося в 1959 році географічним товариством Львова.

## Історія

### Перша згадка
Перша писемна згадка про Піски відноситься до середини XVII ст. — село позначене на карті Боплана.

### Археологічні пам'ятки
1) Палеолітична стоянка первісних людей на березі р. Удай в урочищі Чорний Яр. На цій стоянці первісні люди жили в умовах суворого клімату кінця льодовикової епохи. Головним заняттям було полювання, а суворий клімат змушував жити в постійних житлах. Кілька таких жител утворювали поселення родової общини. Період існування такої стоянки — приблизно 13 тисячоліття до.н. е. Детальні археологічні розкопки не проводилися.
2) Посульська оборонна лінія, що була споруджена в період Давньоруської держави (10-11 ст. н. е.) Рештки збудованих тоді оборонних укріплень — так званих Змієвих валів — збереглися до наших часів (Турова могила). Археологи виявили тут рештки лісового городища періоду Київської Русі.
3) Руїни Красногірського монастиря. Монастир було збудовано у 1700-х роках за бажанням гетьманші Скоропадської з дозволу Петра І як притулок для немічних козаків. Ченців налічувалось 40 душ. Окрім хутора, що був поряд з монастирем, ченці володіли кількома селами, млинами й переправою через Удай. Монастир був багатий та відомий за межами України (письмові згадки в декількох польських монастирях). Після півсотні років існування монастир було знищено Чорнухинською сотнею козаків. Причиною для знищення слугували чутки про те, що ченці викрадають дівчат з навколишніх сіл. Після таємничого зникнення дочку Чорнухинського сотника було знайдено в підземеллях монастиря закатованою. Монастир спалено до тла. Відомості по самих ченців різняться: згідно з одними джерелами їх було винищено, згідно з іншими — відправлено на Соловки. Територія монастиря (ліси між селами Піски та Постав-Муки) ще довгий час вважалися «поганим» місцем. У 70-х роках минуло століття при розкопках на місці монастиря було знайдено великий мідний казан з викарбуваним написом «Красногорський монастир».

### Історія
Початкове заселення проводилось запорозькими козаками: Лобасами, Губами та іншими вихідцями з Запоріжжя. І на сьогодні село поділене на декілька частин, має так звані «кутки». Найперше поселення — Заяма, Чутовка пізнішого походження, вона існувала довгий час як окремий хутір. Частини села, що з часом зникли — хутір Красна Гірка та хутір Босий. З переказів відомо, що під час Шведської війни населений пункт шведи проходили в 1708–1709 роках.
У 1750 роках з'явився поміщик Піщанський зі своїми кріпосними селянами. Звідкіля він прибув — достеменно не відомо. Поміщик розвинув велике хазяйство, захопив у своє користування найкращі землі, як для ріллі так і для сінокосу. Його землі простягалися аж до села Постав-Муки, в тому числі і ліси. А козакам та іншим селянам належали землі від урочище Зайцеве до Страхівщини та кордону села Мокіївка, урочища Кодатого й Шендричка.
Вище урочища Шендричка 50 десятин належало церковним службовцям — попу та дяку.
Поміщик Піщанський мав за собою 25 сімей кріпосних селян, горілчаний завод, що знаходився на території хутора Чутовка, коло поромної переправи на село Горобії. Його економія знаходилася між пастівником та кладовищем. Також поміщик побудував церкву, що знаходилась на місці старого магазину (вул. Заяма). Школи не було й усе населення було неосвічене.
Після виходу в світ Маніфесту про звільнення селян від кріпосного права поміщик намагався ізолювати свою економію та потиху розпродавав землю селянам через кріпосні банки. Спочатку були продані найкращі землі від дороги і до переправи на село Горобії. Їх скупили козаки й багатші селяни. Горілчаний завод припинив виробництво через відсутність робітників і 1870 року був розкрадений населенням, а основні матеріали були пущені на будівництво нової церкви,оскільки стара згоріла в 1893 році.
У середньостатистичних селян власної землі було не достатньо для забезпечення сім'ї власним хлібом і вони змушені були відробляти панщину по чотири дні на тиждень. Різниця була лише в тому, що більше їх не били.
У 1890 році Піщанський продав свою економію поміщику Гуценку. За його господарства на селі було розвинено не лише хліборобство, а й тютюнництво, скотарство. Після Російсько-японської війни (1904–1905 рр.) поміщик Гуценко став боржником держави і для закриття боргів розпродав своє майно жителям хутора Чутовка. Також частина земель відійшла жителям села Пацали.
На той момент у селі Піски проживало біля 200 дворів: лише 8 господарств виглядали більш- менш багато та мали від 5 до 10 десятин ріллі, мали домашнє виробництво кустарного типу та ін. Загальна більшість селян мала від 1 до 3 десятин і 20 сімей було безземельних. Було декілька міщан, що переїхали з міста, та нащадки духовенства Верещекіних. В основній більшості своїй населення жило бідно, основною статтею заробітків було так зване «отходнічество» на заробітки до багатих поміщиків або (частіше) в Крим. На такі заробітки з Пісок йшло щорічно до 100 чоловік на сезон з 1-го травня до Покрови. У селі залишалися в основному жінки, які теж працювали, відробляючи в навколишніх поміщиків по 15 годин щоденно за 25-30 копійок на обробці тютюну.
До 1890 року в селі не було школи. Селяни, що хотіли навчати дітей, наймали будинок, де викладали піп або дяк історію Заповіту або Закон Божий. У 1890 році до села прибув учитель Тихонович Г., від якого веде свою історію перша сільська 3-річна школа. Він викладав мову, арифметику, правопис, диктант і співи. Вчителем він був хорошим і учні його любили.
У 1912–1913 роках побудували однокомплектну земську школу — школу Лохвицького земства в стилі українського архітектурного модерну (архітектор Опанас Сластіон). Вона вважалася закінченням навчання сільських дітей. До революції в земській школі було всього 4 вчителі. 

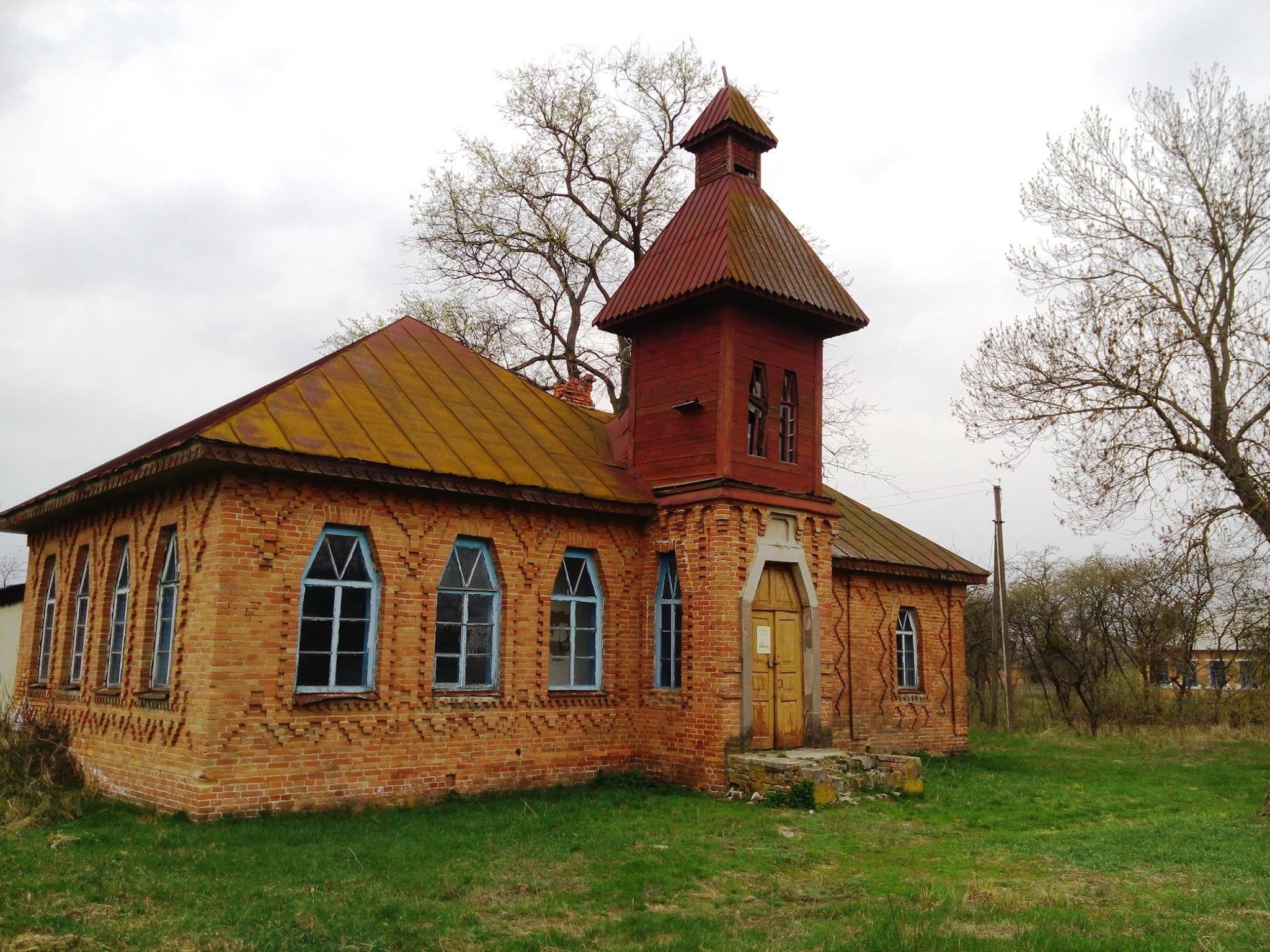
Приміщення земської школи (архітектор Опанас Сластіон), 1912-1913

Після прийняття закону «Об удовлетворении безземельных крестьян последством переселения в Сибирь» в 1900 році багато малоземельних і безземельних селян розпрощалося з селом і переїхали до Сибіру (Положай Некифор, Юрченки Прокоп, Андрій, Петро, Губа Харламітій і Матвій, Бойко Тарас, Шило Яким, Слободський Іван іт.д.), Казахстан (Юрченки Юхим, Емельян, Шаповал Іван, Петровський Андрій іт.д.) та Киргизстан (Юрченки Павло, Харитон, Петро, Котко Філіп та Яков, Ричка Іван, Лобас Олексій і т. д.)
Радянська окупація розпочалася 24 квітня 1919 року.
Початком створення колгоспу був 1929 рік. Примусову колективізацію завершено в 1933 році. За колгоспом було закріплено 1169 га орної землі та 1076 га сіножатей, боліт, пасовищ та інше. За даними "Національної книги пам'яті жертв Голодомору 1932-1933 років в Україні" в с. Піски-Удайські від голоду померло 106 осіб.
Німецько нацистськими загарбниками село було захоплене 21 вересня 1941 року, які розстріляли більшість комуністів та вивезли на каторжні роботи до Німеччини 150 людей. Під час війни у Пісках активно діяла підпільна комсомольська група на чолі з вчителькою К. О. Матвієнко. Група писала і поширювала листівки, в яких повідомляли про події на фронтах, закликали на працювати на окупантів, а також попереджували про чергову мобілізацію на каторжні роботи до Німеччини. Визволення села від окупантів відбулося 18 вересня 1943 року. 
За даними "Книги пам'яті України. Полтавська область. Полтава, 1998. Т.11" під час Другої світової війни загинуло 135 жителів с. Піски-Удайські.

Приміщення колишнього клубу в с.Піски-Удайські, квітень 2017

Відбудова почалася швидко. Не зважаючи на те, що основним населенням села були жінки, вони обробляли майже всі орні землі та збирали досить високі урожаї. За період з 1948 по 1958 рр. в селі збудовано нову школу на 300 кв.м. клуб та 2 корівники 1800 кв.м. Село повністю радіофікували, на 70% електрифікували. Для культурного побуту селян у 1953 році було побудовано клуб на 260 місць, створено бібліотеку, медичний пункт, дитячі ясла, магазин. Населення на 1962 рік — 970 осіб, дворів −322 шт., працездатного населення −322 людини.
Із часу свого існування і до 1963 року село мало назву Піски, потім його було перейменовано в Піски-Удайські. З часу закінчення війни по 1963 рік село збільшилось майже вдвічі, укрупнено колгосп, побудовано багато господарських приміщень ферми. Розвинено вирощування не лише великої рогатої худоби, а й птиці (гусей), бджолярство, засновано велику тракторну бригаду. На 1963 рік у Пісках працювала одна восьмирічна трудова загальноосвітня школа, в якій навчалося 148 учнів. У 1982 році школу роблять дев'ятирічною. До 2005 року щорічно клуб та і 9-річна школа виступали на районних оглядах художньої самодіяльності. У 2009 році школу розформовано в зв'язку з освітньою реформою.

## Відомі люди
З-поміж відомих діячів вітчизняної освіти і науки, медицини, громадської діяльності є і уродженці с. Піски-Удайські:
- УЖАКО Парасковія Василівна (1929–1997) – доктор біологічних наук, професор, лауреат Премії Ради Міністрів СРСР, фахівець з біохімії та біотехнології

- БОЙКО Іван Кузьмич (1941–2000) – 15 років працював головою правління Полтавської облспоживспілки, «Відмінник радянської споживчої кооперації»

- Зімбалевський Олексій Андрійович – військовий хірург, підполковник медичної служби, ветеран Другої світової війни

- ЛОБАС Олександр Олександрович (1926–2012) – лікар-хірург, Заслужений лікар України, почесний громадянин м. Пирятин

- ЛОБАС (Філонок) Марія Олександрівна (1923–2006) – «Відмінник народної освіти» випускниця, багато років працювала вчителькою початкової школи на Миколаївщині

- МАТВІЄНКО Катерина Олександрівна (1921–2003) – «Відмінник народної освіти», учасниця підпілля у роки німецької окупації , багато років працювала вчителькою німецької мови Піско-Удайської школи

- МАТВІЄНКО Раїса Миколаївна (нар. 1946 р.)  – «Відмінник народної освіти України», «Старший учитель», багато років була вчителькою біології, хімії та географії Піско-Удайської школи

- ТАРАСЕНКО Всеволод Васильович (1904 – 1974) – «Відмінник народної освіти», багато років працював учителем фізики Чорнухинської середньої школи

- ЮРЧЕНКО Віктор Іванович (нар. 1960 р.) – кандидат психологічних наук, доцент, «Відмінник столичної освіти», був директором Педагогічного інституту Київського університету імені Борис Грінченка (2010-2017)

Багато мешканців села Піски-Удайські нагороджені орденами і медалями за участь у Другій світовій війні і за роботу в колгоспі.